# Флора Армении

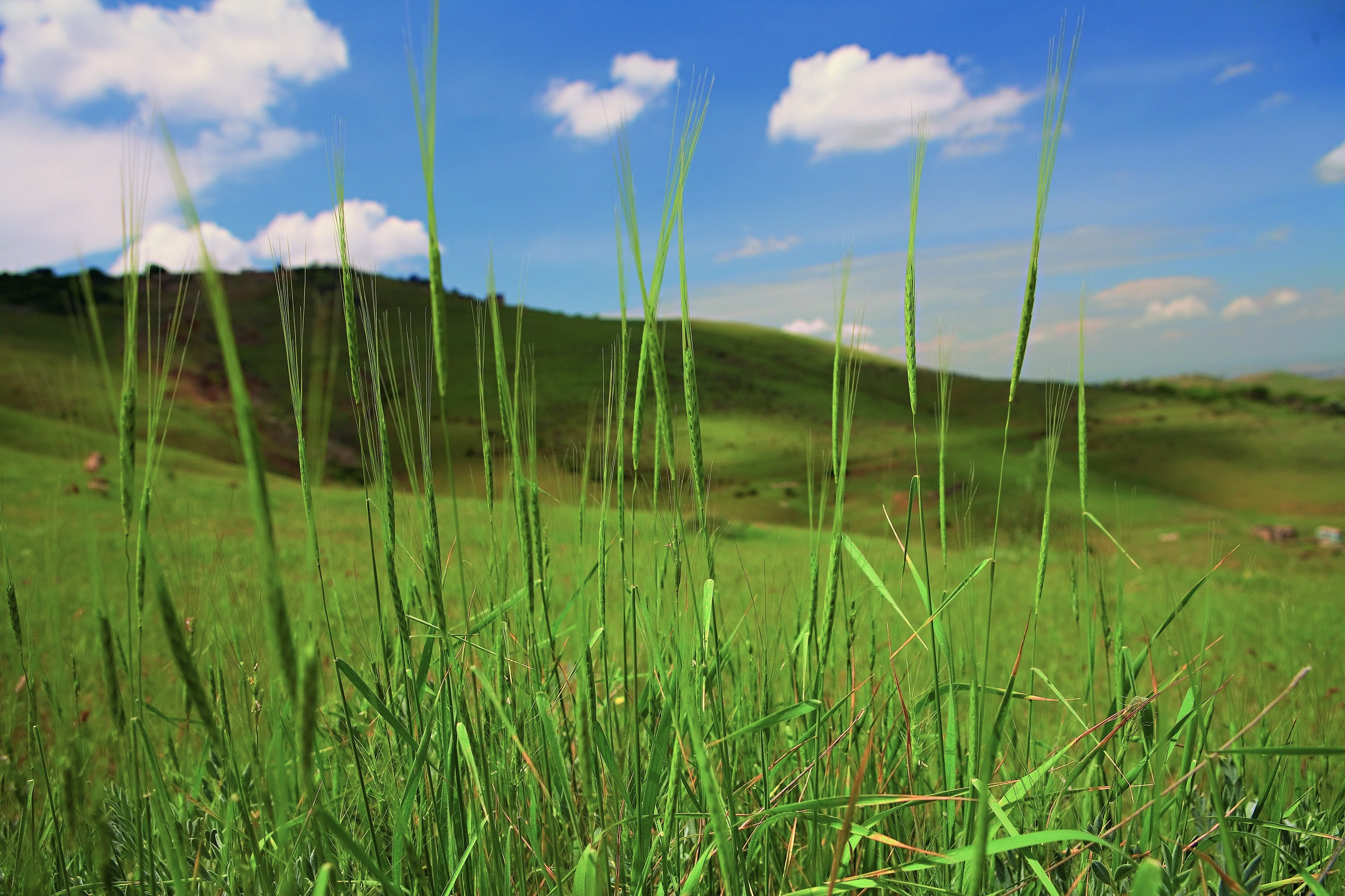
Дикая пшеница Эребунийского заповедника — Пшеница араратская (Triticum araraticum)

Армения занимает одно из первых мест в мире по количеству видов растений на единицу площади — свыше 100 видов на 1 тыс. км². Разнообразие растительности республики обусловлено наличием сложного рельефа, пестротой природно-климатических условий, географическим расположением и особенностями развития природной среды и ландшафтных поясов. Большое воздействие на растительный мир оставила также и сложная картография гор — сопряжённая целостность складчатых горных хребтов, межгорных котловин, равнин и плоскогорий.

## Общая информация

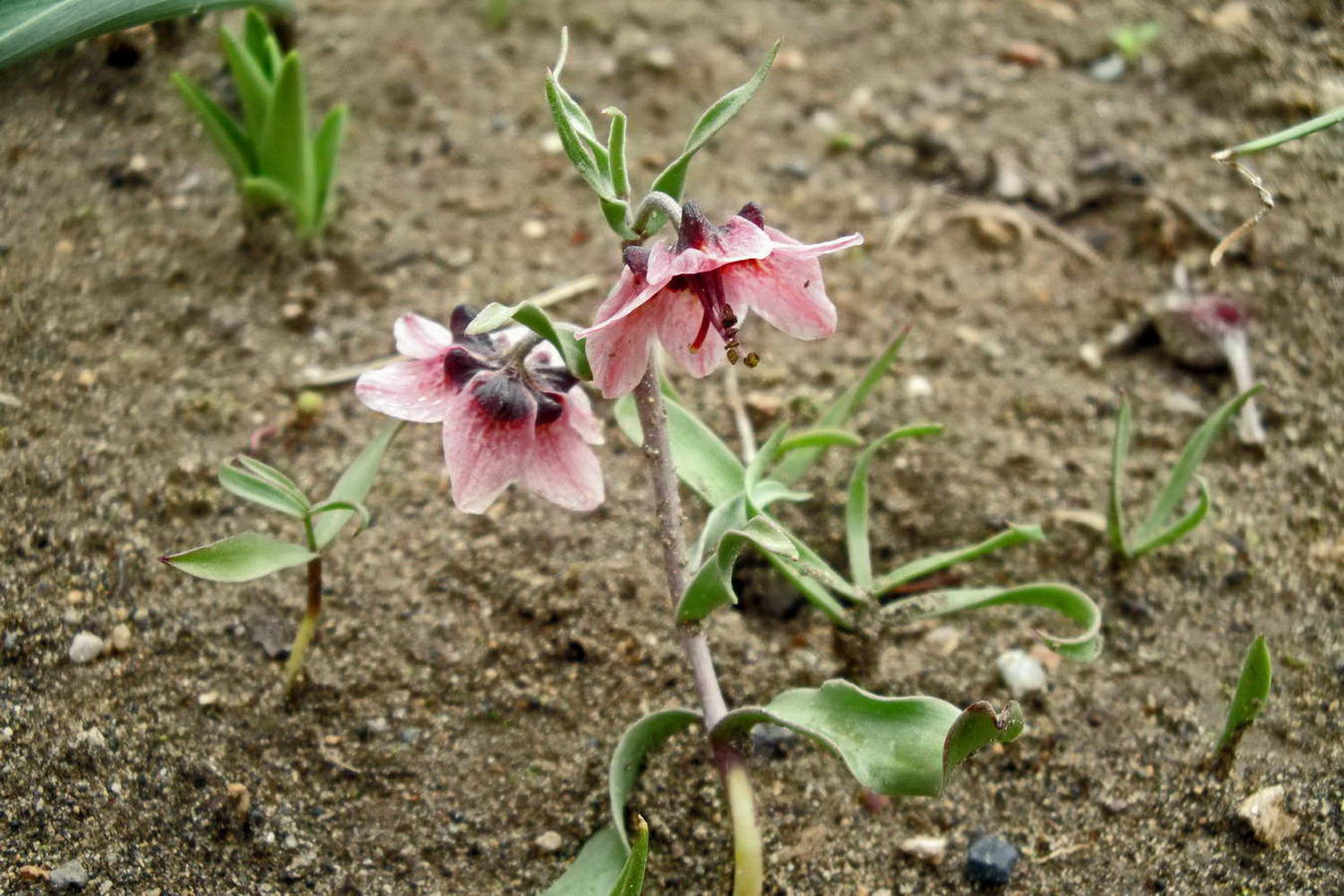
Ринопеталюм горбатый (Rhinopetalum gibbosum) в Гораванском заказнике

В Армении произрастают около 3500 видов растений из 150 семейств, из которых около 108 видов встречаются только в Армении. На северо-востоке распространены широколиственные леса с преобладанием дуба и бука, тиса ягодного, на юго-востоке-более ксерофильные дубовые леса. Для равнинных частей Армении характерна степная растительность, типичны ковыльные степи, вместе с ковылем встречаются типчег, тонконог, пырей. На скалистых и каменистых грунтах растут кустарники — миндаль, крушина Палласа, держидерево, трагакантовый астрагал, акантолимон, чистец, тимьян и шалфей.
Страна делится на 12 флористических районов:
1. Верхне–Ахурянский флористический район - западная часть Базумского хребта
2. Ширакский флористический район - Ширакский хребет, западная часть Памбакского хребта
3. Лорийский флористический район - Лорийское плато
4. Иджеванский флористический район - бассейны рек Агстев и Дебед
5. Апаранский флористический район - верхняя часть бассейна реки Касах и бассейн реки Мармарик, вулкан Араи-Лер, восточная часть массива горы Арагац, западная часть Араратской равнины
6. Севанский флористический район - бассейн озера Севан кроме Севанского и Арегунийского хребтов
7. Арегунийский флористический район - Севанский, Арегунийский хребты, полуостров Арданиш
8. Ереванский флористический район - восточная часть Араратской равнины
9. Дарелегисский флористический район - бассейн реки Арпа
10. .Северозангезурский флористический район - бассейн реки Воротан
11. Южнозангезурский флористический район - бассейн реки Вохчи
12. Мегринский флористический район - среднее течение бассейна реки Аракс[2]

## Видовое разнообразие
Флора Армении включает 4 таксономические группы — водоросли, грибы, лишайники и сосудистые растения.
Разнообразие флоры Армении:
| Группа              | Общее число видов | Число эндемичных видов или подвидов |
| ------------------- | ----------------- | ----------------------------------- |
| Сосудистые растения | 3555              | 106                                 |
| Грибы               | 4166              | 2                                   |
| Мхи                 | 395               | -                                   |
| Водоросли           | 388               | -                                   |
| Лишайники           | 300               | -                                   |
| Всего               | 8804              | 108                                 |

### Водоросли
В Армении водоросли относительно малоизучены. Их биоразнообразие представлено 143 видами, в основном, принадлежащим к зелёным, диатомовым, желто-зеленым и сине-зелёным водорослям.

### Грибы
Микобиота Армении представлена 4200 видами. Микроскопические грибы включают 125 видов пероноспоровых, большинство которых являются чрезвычайно опасными паразитами и возбудителями болезней. Важное место в микобиоте занимают обнаруженные в республике 541 вид почвенных микромицет, среди которых особенно широко распространены представители рода фузариум.
Своеобразную экологическую группу представляют обнаруженные в республике водные грибы (около 200 видов), среди которых особенно широко распространены представители родов ахлия, бластокладия, клавариопсис, сапролегия, тетракладия, трикладия и др. Среди микромицет особое место занимают обитающие в почве и на различных растительных остатках хищные грибы (более 25 видов), среди которых преобладают представители рода артроботис. Таксономическое разнообразие обнаруженных на территории республики макроскопических грибов представлено 1182 видами, из которых 284 вида съедобны и в подавляющем большинстве принадлежат к агариковым грибам. Среди ядовитых грибов (59 видов), самыми опасными для человека являются бледная поганка, мухомор, ложный опенок и др.

### Лишайники
В настоящее время в Армении известно 290 видов лишайников, при этом наиболее подробно изучен бассейн озера Севан, где встречаются 190 видов лишайников.

### Сосудистые растения
Включают группы высших растений, в которых насчитывается около 3500 видов (почти 50 % флоры Кавказа):
Мохообразных на территории республики насчитывается всего 430 видов, распространенных в основном в среднегорных и лесных районах.
Плаунообразные представлены двумя видами. Наиболее распространен вид
Селагинелла швейцарская (Selaginella helvetica), который встречается на влажных субальпийских лугах северной Армении.
Хвощеобразные представлены 6-ю видами, которые распространены в относительно влажных лесных и луговых районах, переувлажненных долинах рек, иногда в песчаниках и кустарниковых зарослях. Наиболее распространены виды: полевой (Equisetum arvense), болотный (Equisetum palustre) и ветвистый (Equisetum ramosissimum).
Папоротникообразные представлены 38-ю видами, из которых наиболее характерными для Армении являются пузырник ломкий (Cystopteris fragilis), многоножка обыкновенная (Polypodium vulgare), кочедыжник женский (Athyrium filix-femina), папоротник мужской (Dryopteris filix-mas) и другие виды, в основном распространенные в лесном поясе.
Голосеменные представлены 9 видами. Это: 5 видов кипарисовых, тис ягодный (Taxus baccata) и др. Голосеменные, произрастающие в декоративных питомниках в основном интродуценты из иных ботанико-географических регионов.
Покрытосеменные (цветковые) выделяется богатством видового состава и разнообразием — около 3015 видов.

## Дендрофлора
Дендрофлора Армении представлена более 250 видами древесно-кустарниковых растений. Основными лесообразующими породами являются широколиственные деревья, которые занимают 81,3 % лесопокрытой площади. Это деревья родов дуб, бук и граб. Около 8 % лесопокрытой территории составляет сосна.
В Армении произрастает самая крупная на территории СНГ роща платана восточного (лат. Platanus orientalis). Роща находится в Сюникской области, в долине реки Цав, в пределах Шикахохского заповедника. Она тянется вдоль реки около 15 км, занимает площадь около 120 га.

## Растительные пояса
| Растительный пояс      | Высота над у. м. (м) | Характерные растительные сообщества | Характерные виды |
| ---------------------- | -------------------- | --- | --- |
| Пустынно-полупустынный | 500-1200 (1400)      | галофильная, гипсофильная и псамофильная, полынная, полынно-эфемерная, полынно-злаковая, полынно-солянковая и солянковая | солянка серая, солянка вересковидная, джузгун горецевидный, полынь душистая, дубровник седой, кохия стелющаяся                                   |
| Степной                | 1200-2200 (2400)     | Ковыльно-овсяниковая, костерно-овсянико-тонконогая, костерно-овсяниковая, бородачовая, пырейная, разнотравно-костерная, кустарниковая и трагакантовая | ковыль Тырса, ковыль Лессинга, ковыль красивейший, овсяница, бородач обыкновенный                                                                |
| Лесной                 | 600-2200 (2500)      | Широколистные лиственные леса: буковые, дубовые и грабовые. Аридные редколесия: хвойные (можжевельники) и лиственные (фисташка, каркас, клен, груша, миндаль и др.). Разнотравно-злаковая, с узколистным ковылем, костерами, мотыльковыми, злаковыми, осоками | бук восточный, дуб крупночашечный, дуб иберийский, граб обыкновенный, граб восточный, ясень высокий, сосна, платан восточный, тис ягодный        |
| Субальпийский          | 2200-2800            | Сухая злаково-разнотравная (костерная, овсяниковая, костерно-тонконогая, овсяная), пестро-овсяниковая, влажная злаково-мотыльковая, разнотравная, кустарниковая и высокотравная                                                                               | ячмень фиалковый, мятлик альпийский, ежа сборная, овсяница гигантская, мятлик длиннолистный, головчатка армянская, дороникум продолговатолистный |
| Альпийский             | 2800-4000            | Злаково-разнотравная: костер, овсяница, тонконожка, мятлик, разнотравные луга | колокольчик трехзубчатый, одуванчик Стевена, овсяница, белоус, осока и др.                                                                       |

|       |  |      |  |       |  |           |  |        |
| Тавуш |  | Лори |  | Ширак |  | Арагацотн |  | Котайк |

|            |  |         |  |        |  |            |  |       |
| Гегаркуник |  | Армавир |  | Арарат |  | Вайоц Дзор |  | Сюник |

## Эндемики

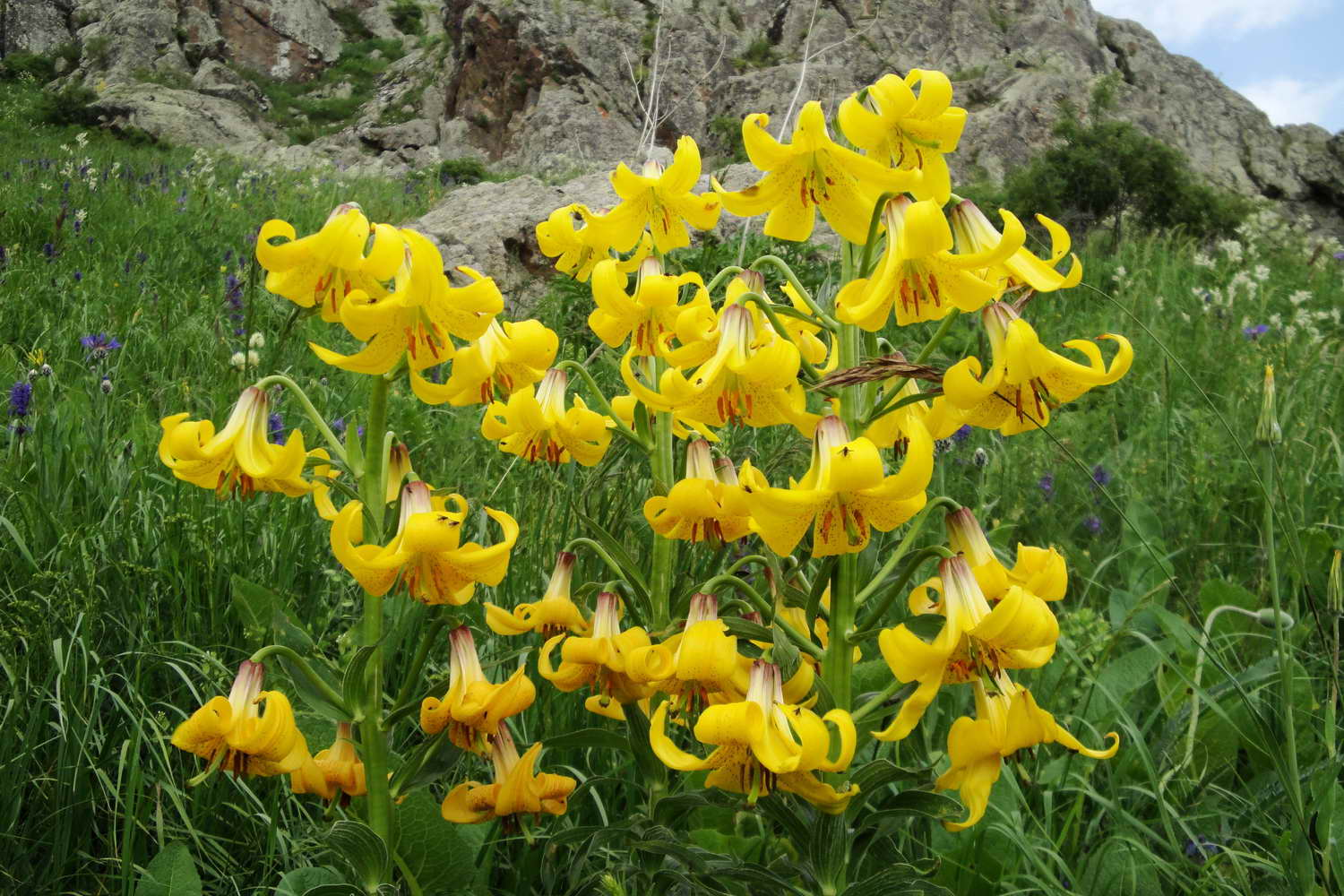
Эндемик Армении — Лилия армянская

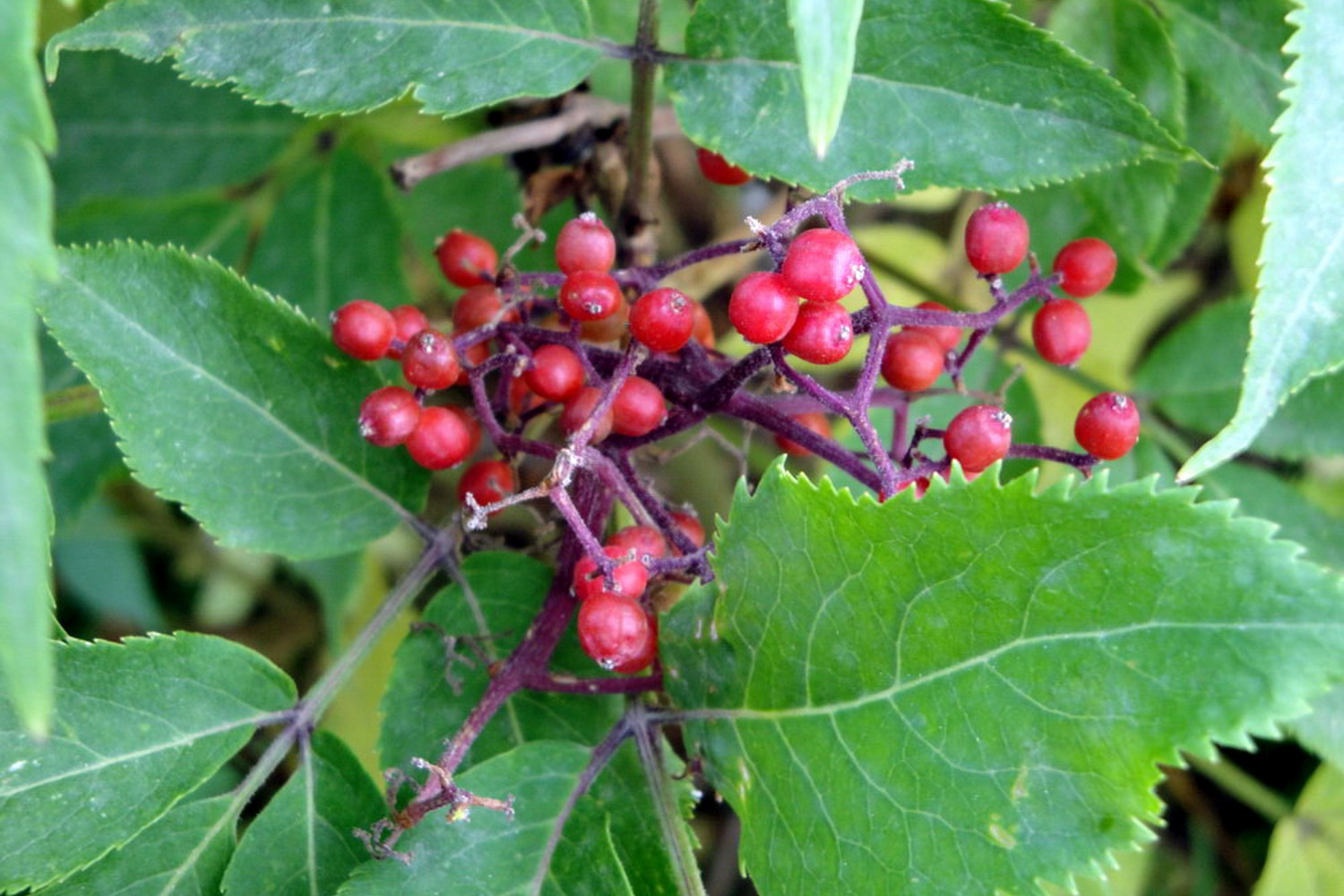
Эндемик Армении — Бузина Тиграна

Эндемичные растения Армении — растения, естественный ареал у которых преобладает только на территории Армении.
Армения — богатая эндемиками страна, что объясняется географическими особенностями, разнообразием климата, почв, большими перепадами высот, наличием пресноводных ресурсов.
Армения представляет также большой интерес с ботанико-географической точки зрения наличием эндемичных видов. Число эндемиков флоры Армении составляет 120 видов — около 3 % общего видового состава его растительного мира и 1,5 % флоры Кавказа (таблицы 6 и 7). Наиболее богаты эндемичными видами южные и центральные аридные районы республики. Подавляющее большинство эндемичных видов флоры Армении являются неоэндемиками или видами, сформировавшимися в четвертичном периоде или в голоцене.
Здесь произрастают растения, имеющие очень узкий ареал, которые помимо Армении, встречаются в ограниченном числе мест произрастания на близлежащих территориях соседних государств.
| №  | Семейство                       | Количество эндемиков |
| -- | ------------------------------- | -------------------- |
| 1  | Сложноцветные (Asteraceae)      | 26                   |
| 2  | Розоцветные (Rosaceae)          | 24                   |
| 3  | Норичниковые (Scrophulariaceae) | 8                    |
| 4  | Бобовые (Fabaceae)              | 7                    |
| 5  | Крестоцветные (Brassicaceae)    | 6                    |
| 6  | Гвоздичные (Caryophyllaceae)    | 5                    |
| 7  | Злаковые (Poaceae)              | 5                    |
| 8  | Бурачниковые (Boraginaceae)     | 4                    |
| 9  | Зонтичные (Apiaceae)            | 3                    |
| 10 | Крыжовниковые (Grossulariaceae) | 2                    |
| 11 | Свинчатковые (Plumbaginaceae)   | 2                    |
| 12 | Заразиховые (Orobanchaceae)     | 2                    |
| 13 | Мареновые (Rubiaceae)           | 2                    |
| 14 | Колокольчиковые (Campanulaceae) | 1                    |
| 15 | Жимолостные (Caprifoliaceae)    | 1                    |
| 16 | Ворсянковые (Dipsacaceae)       | 1                    |
| 17 | Молочайные (Euphorbiaceae)      | 1                    |
| 18 | Гераниевые (Geraniaceae)        | 1                    |
| 19 | Зверобойные (Hypericaceae)      | 1                    |
| 20 | Лилейные (Lilliaceae)           | 1                    |
| 21 | Льновые (Linaceae)              | 1                    |
| 22 | Мальвовые (Malvaceae)           | 1                    |
| 23 | Истодовые (Polygalaceae)        | 1                    |

Некоторые эндемичные растения Армении
| Русское название         | Латинское название              |
| ------------------------ | ------------------------------- |
| Ирис элегантнейший       | Iris elegantissima              |
| Ирис Гроссгейма          | Iris grossheimii                |
| Лилия армянская          | Lilium armenum                  |
| Боярышник зангезурский   | Crataegus zangezura             |
| Боярышник армянский      | Crataegus armena                |
| Колокольчик зангезурский | Campanula zangezura             |
| Латук Тахтаджяна         | Lactuca takhtadzhianii          |
| Зверобой красивейший     | Hypericum formosissimum         |
| Солянка Тамамшян         | Salsola tamamschjanae           |
| Рябина айастанская       | Sorbus hajastana                |
| Бузина Тиграна           | Sambucus tigranii               |
| Василёк айастанский      | Centaurea hajastana             |
| Одуванчик Стевена        | Taraxacum stevenii              |
| Лютик арагацкий          | Ranunculus aragazii             |
| Груша зангезурская       | Pyrus zangezura                 |
| Подснежник Артюшенко     | Galanthus artjuschenkoae        |
| Симфиандра зангезурская  | Symphyandra zangezura           |
| Зверобой Элеоноры        | Hypericum eleonorae             |
| Тюльпан смешанный        | Tulipa confusa                  |
| Головчатка армянская     | Cephalaria armeniaca            |
| Козелец арагацкий        | Scorzonera aragatzii            |
| Козелец пробковый        | Scorzonera suberosa             |
| Ковыль гололистный       | Stipa pennata subsp. lejophylla |
| Колокольчик Массальского | Campanula massalskyi            |
| Кузиния крупночешуйчатая | Cousinia gigantolepis           |
| Ежевика Тахтаджяна       | Rubus takhtadjanii              |
| Ярутка Тахтаджяна        | Thlaspi takhtadjanii            |
| Кузиния крупночешуйчатая | Cousinia gigantolepis           |

## Красная книга

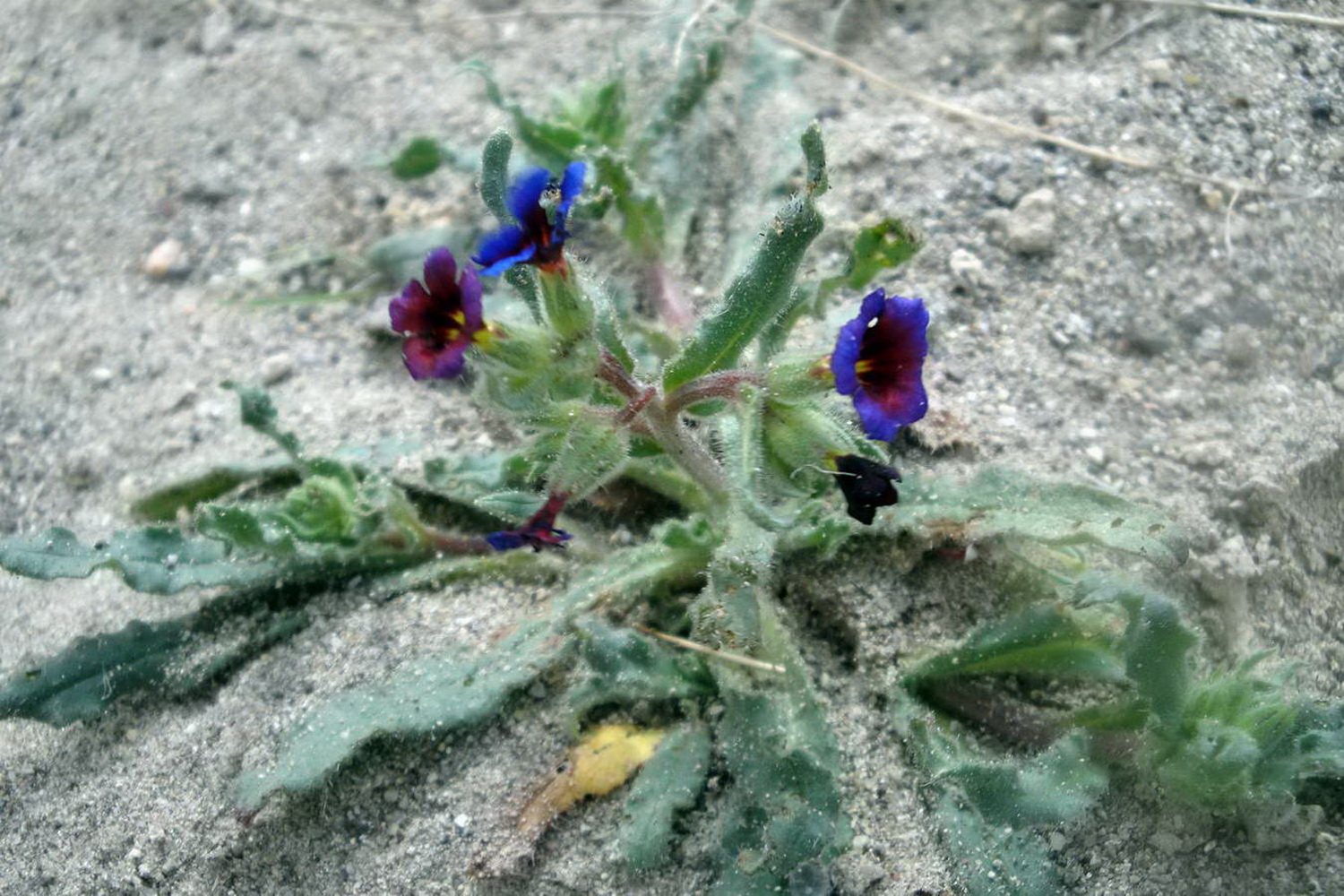
Нонея многоцветная (Nonea polychroma) — занесена в красную книгу Армении

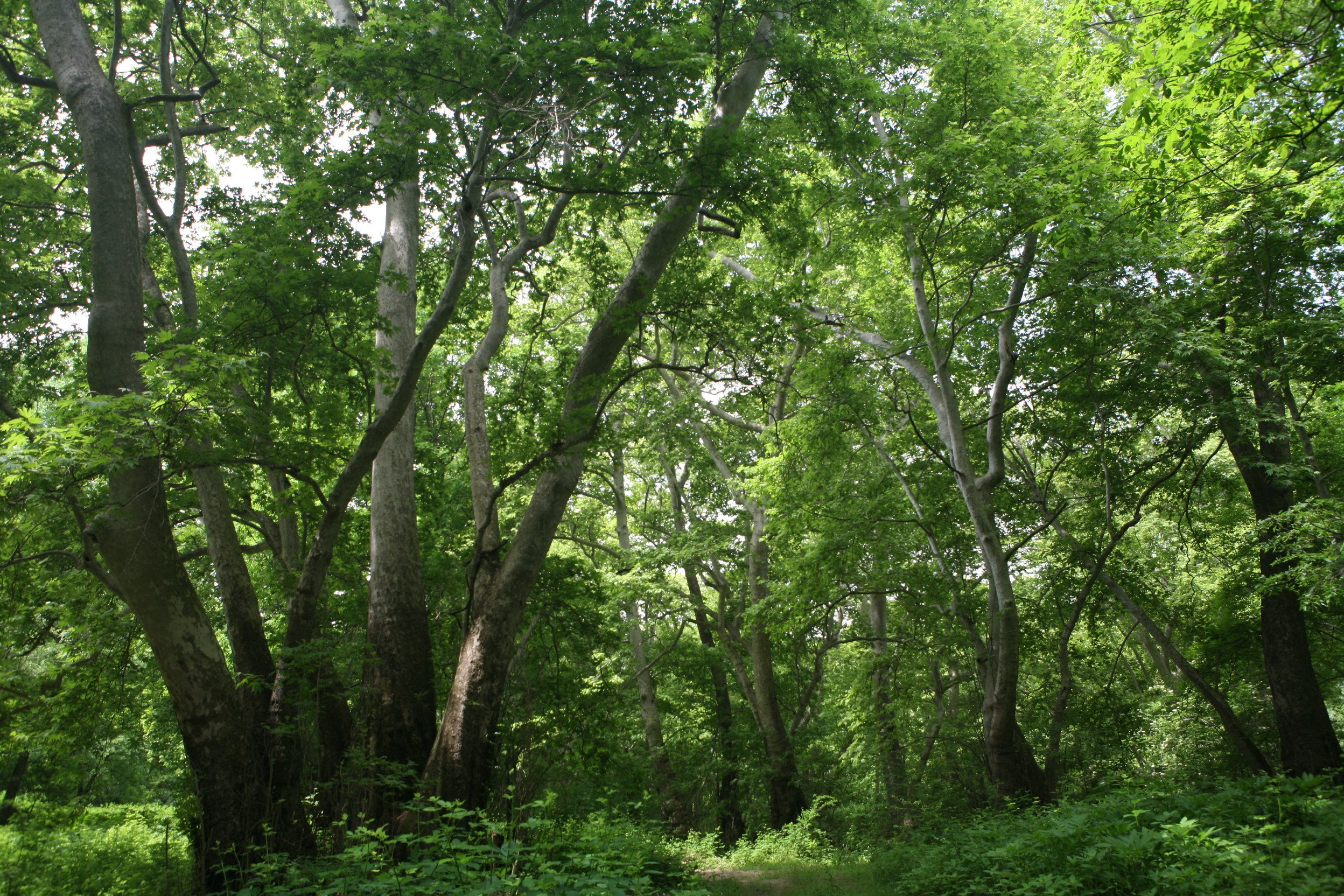
Платановая роща в долине реки Цав

Многие виды растений Армении могут исчезнуть. Это происходит в результате природных процессов и деятельности человека. К настоящему времени в стране исчезло около 35 видов растений, которые имеют важное экономическое значение. Также 452 вида, составляющие приблизительно 14 % всей флоры Армении, внесены в Красную книгу (информация на 2011 г.). В Красную книгу бывшего СССР включен 61 вид растений Армении (информация на 1984 г). Под угрозой исчезновения находятся такие виды, как аир тростниковый (Acorus calamus), ценное лекарственное растение, и красивейшее иудино дерево (Cercis griffithii), которой угрожает исчезновение из-за развития сельского хозяйства. Также к исчезающим видам относятся: эндемичная солянка Тамамшян (Salsola tamamschjanae), находящаяся под угрозой из-за переработки песка, и субэндемк ирис Гроссгейма (Iris grossheimii). Кроме того, окончательно не выяснен статус низших растений. 15 видов грибов считаются исчезающими.

## Ископаемые растения
Ископаемая флора обнаружена: близ села Дзорахбюр, в 8 км к югу от села Зангакатун, возле заброшеного селения Джерманис, возле села Азатэк, возле села Агарак, в непосредственной близи от северо-восточной части Шамбского водохранилища.